# Morsbach (Moselle)
Morsbach ist eine französische Gemeinde mit 2657 Einwohnern (Stand 1. Januar 2022) im Département Moselle in der Region Grand Est (bis 2016 Lothringen). Sie gehört zum Arrondissement Forbach-Boulay-Moselle.

## Geografie
Morsbach liegt südwestlich von Forbach an der Grenze zum Saarland.

## Geschichte
Die Gemeinde wurde 1200 erstmals urkundlich erwähnt.
Das silberne Wellenband im Gemeindewappen symbolisiert den durch die Gemeinde fließenden namengebenden Morsbach (Nebenfluss der Rossel). Die Pfeile sind die Attribute des heiligen Sebastian, des Schutzpatrons der Kirchengemeinde.

### Bevölkerungsentwicklung
| Jahr      | 1968 | 1975 | 1982 | 1990 | 1999 | 2009 | 2019 |
| Einwohner | 2497 | 2573 | 2452 | 2464 | 2449 | 2584 | 2684 |

## Sehenswürdigkeiten
- Kirche Saint-Sébastien von 1909 im neoromanischen Stil.
- Überreste einer Römerstraße
- römisches Lager und gallo-römischer Friedhof beim Hügel Hérapel

## Persönlichkeiten
- François Zanella (* 1949, † 2015), Erbauer des Modellbauschiffs Majesty of the Seas

## Belege
1. ↑  Wappenbeschreibung auf genealogie-lorraine.fr (französisch)